# ألفرد غونتر
ألفرد غونتر (بالألمانية: Alfred Günther)‏ هو عسكري ألماني، ولد في 25 أبريل 1917 في ماغديبورغ في ألمانيا، وتوفي في 15 يونيو 1944 في Évrecy ‏ في فرنسا.